# F. Takács István
F. Takács István (Kiskunfélegyháza, 1984. február 29. –) pszichológus, tréner, coach, egyetemi oktató. Születési neve Takács István Károly, nevét 2018-ban anyakönyveztette F. Takács Istvánra, melyben az F. tag a Farkas vezetéknévre utal, amely édesanyja leánykori neve.

## Tanulmányok
Középiskolai tanulmányait Kiskunfélegyházán a Móra Ferenc Gimnáziumban végezte, majd Szegedre került, 2006-ban a Szegedi Tudományegyetemen biológiatanári MsC diplomát szerzett. Később Budapesten akkreditált coaching tanfolyamot végzett. 2019-ben a Károli Gáspár Református Egyetemen viselkedéselemző BA-, a Szegedi Tudományegyetemen pedig pszichológia MA-diplomát szerzett. 2021-ben elkezdte kutatódoktori tanulmányait pszichológia, pedagógia és neveléstudomány tárgykörében az SZTE BTK Neveléstudományi Doktori Iskolájában. A fiatalok impulzivitását, illetve annak neveléstudományi és pszichológiai dimenzióit vizsgálja.

## Életpálya, munkásság
Nagyszülei pedagógusként, édesanyja tanítóként dolgozott, ezért már kisgyermekkorában minden vágya az volt, hogy pedagógus legyen. 10 éven át biológiát tanított biológiát, majd 2015-ben a segítő szakma felé fordult. Pszichológusi munkáját azonban – saját bevallása szerint – ma is erősen meghatározza a pedagógiában, biológiában és az élettan tudományában szerzett jártassága. Két egyetemen is oktat: a Károli Gáspár Református Egyetem Bölcsészet- és Társadalomtudományi Karán pszichológushallgatókat, a Szegedi Tudományegyetem Bölcsészettudományi Karán pedig pedagógushallgatókat. Szakértő vendégként rendszeresen hívják televízió- és rádióműsorokba. 2018-ban megalapította a [F2F] Pszichológia Stúdiót, majd 2023-ban a Mindset Pszichológia felkérte, hogy bővítse tanácsadói csapatát. Trénerként és generációs szakértőként is dolgozik, tanácsadóként rendszeresen tart fejlesztő előadásokat és workshopokat.